# Dariusz Jadowski
Dariusz Jan Jadowski (ur. 14 czerwca 1965 w Łodzi) – polski urzędnik państwowy, dyplomata, w latach 2004–2005 rzecznik prasowy w obu rządach Marka Belki.

## Życiorys
Ukończył w 1988 studia politologiczne na Wydziale Dziennikarstwa i Nauk Politycznych Uniwersytetu Warszawskiego.
W drugiej połowie lat 80. współpracował z „Polityką”. Od 1988 pracował w Biurze Prasowym Rządu. W 1991 został naczelnikiem Wydziału Publikacji w Ministerstwie Spraw Zagranicznych. W latach 1992–1993 był jego wicedyrektorem, a następnie przez cztery lata dyrektorem generalnym w Urzędzie Rady Ministrów. Od 1991 do 1997 pełnił funkcję redaktora naczelnego „Przeglądu Rządowego”. Następnie do 2004 związany z dyplomacją – był konsulem generalnym w Nowym Jorku (1997–2001), a od 2001 radcą ministrem pełnomocnym w Ambasadzie RP w Waszyngtonie.
W latach 2004–2005 zajmował stanowisko rzecznika prasowego w pierwszym i drugim rządzie Marka Belki. W 2008 objął funkcję doradcy prezesa Polskiej Akademii Nauk, a w 2009 stanowisko szefa kancelarii PAN. W 2010 został dyrektorem Departamentu Edukacji i Wydawnictw Narodowego Banku Polskiego, zajmował to stanowisko do 2016.
W 2016 odznaczony odznaką honorową „Za zasługi dla bankowości Rzeczypospolitej Polskiej”.

## Życie prywatne
Zna języki angielski i rosyjski. W 2007 był konsultantem serialu telewizyjnego Ekipa. Jest żonaty.